# جون آلفين
جون آلفين (بالإنجليزية: John Alvin)‏ هو فنان ورسام أمريكي، ولد في 24 نوفمبر 1948 في هاينيس في الولايات المتحدة، وتوفي في 6 فبراير 2008 في قرية رينبك في الولايات المتحدة بسبب نوبة قلبية.

## وصلات خارجية
- جون آلفين على موقع IMDb (الإنجليزية)
- جون آلفين على موقع ميوزك برينز (الإنجليزية)
- جون آلفين على موقع ديسكوغز (الإنجليزية)